# فرودگاه کیبل
فرودگاه کابل (به انگلیسی: Cable Airport) یک فرودگاه همگانی بهره‌برداری هوایی با کد یاتا CCB است که یک باند فرود آسفالت دارد و طول باند آن ۱۱۷۸ متر است. این فرودگاه در شهر آپ لند، کالیفرنیا کشور ایالات متحده آمریکا قرار دارد و در ارتفاع ۴۴۰ متری از سطح دریا واقع شده‌است.